# Henry Kamm
Pour les articles homonymes, voir Kamm.
Henry Kamm, né Hans Kamm le 3 juin 1925 à Breslau en Allemagne (aujourd'hui Wrocław en Pologne) et mort le 9 juillet 2023 à l'hôpital Saint-Joseph à Paris, est un journaliste américain, correspondant pour le New York Times.

## Biographie
Henry Kamm a notamment travaillé en Asie du Sud-Est (basé à Bangkok), en Europe, au Moyen-Orient et en Afrique. Il est le fils du Rudolf Kamm et de Paula Wischnewski.
En 1969, Henry Kamm remporte le prix George-Polk en matière d'information étrangères ainsi que le prix Pulitzer du meilleur reportage international en 1978.

## Publications
- Dragon Ascending: Vietnam and the Vietnamese. Arcade Publishing, 1996  (ISBN 1-55970-306-7 et 978-1559703062).
- Cambodia: Report from a Stricken Land. Arcade Publishing, 1998  (ISBN 1-55970-433-0 et 978-1559704335).